# Dầu diesel
Dầu diesel, còn gọi là dầu gazole, là một loại nhiên liệu lỏng, tinh chế từ dầu mỏ có thành phần chưng cất nằm giữa dầu hỏa (kerosene) và dầu nhờn (lubricating oil). Chúng có nhiệt độ bay hơi thường từ 175 đến 370 độ C. Các nhiên liệu Diesel nặng hơn, với nhiệt độ bay hơi từ 315 đến 425 độ C. Dầu diesel được đặt tên theo nhà sáng chế Rudolf Diesel, và được sử dụng trong loại động cơ đốt trong cùng tên, động cơ diesel.
| Các tiêu chuẩn chất lượng của nhiên liệu Diesel | Các tiêu chuẩn chất lượng của nhiên liệu Diesel    | Loại nhiên liệu Diesel     | Loại nhiên liệu Diesel     | Phương pháp thử            |
| Các tiêu chuẩn chất lượng của nhiên liệu Diesel | Các tiêu chuẩn chất lượng của nhiên liệu Diesel    | DO 0,5% S                  | DO 1,0% S                  | Phương pháp thử            |
| ----------------------------------------------- | -------------------------------------------------- | -------------------------- | -------------------------- | -------------------------- |
| 1.                                              | Chỉ số cetan                                       | ≥ 50                       | ≥ 45                       | ASTM D 976                 |
| 2.                                              | Thành phần chưng cất, t °C                         | Thành phần chưng cất, t °C | Thành phần chưng cất, t °C | Thành phần chưng cất, t °C |
| 2.                                              | 50% được chưng cất ở                               | 280 °C                     | 280 °C                     | TCVN                       |
| 2.                                              | 90% được chưng cất ở                               | 370 °C                     | 370 °C                     | 2693–95                    |
| 3.                                              | Độ nhớt động học ở 20 °C (đơn vị cSt: xenti-Stock) | 1,8 ÷ 5,0                  | 1,8 ÷ 5,0                  | ASTM D 445                 |
| 4.                                              | Hàm lượng S (%)                                    | ≤ 0,5                      | ≤ 1,0                      | ASTM D 2622                |
| 5.                                              | Độ tro (% kl)                                      | ≤ 0,01                     | ≤ 0,01                     | TCVN 2690–95               |
| 6.                                              | Độ kết cốc (%)                                     | ≤ 0,3                      | ≤ 0,3                      | TCVN6 324–97               |
| 7.                                              | Hàm lượng nước, tạp chất cơ học (% V)              | ≤ 0,05                     | ≤ 0,05                     | TCVN 2693–95               |
| 9.                                              | Ăn mòn mảnh đồng ở 50 °C trong 3 giờ               | N0 1                       | N0 1                       | TCVN 2694–95               |
| 10.                                             | Nhiệt độ đông đặc, t °C                            | ≤ 5                        | ≤ 5                        | TCVN 3753–95               |
| 11.                                             | Tỷ số A/F                                          | 14,4                       | 14,4                       | —                          |

## Ưu và nhược điểm
- Ưu điểm: dầu diesel thải ra môi trường ít cacbon monoxit, hydrocarbon và carbon dioxide - những chất thải dẫn đến hiệu ứng nhà kính gây ra sự nóng lên toàn cầu.

- Nhược điểm: dầu diesel chứa một lượng cao các hợp chất nitơ và bồ hóng, góp phần tạo ra mưa axit, khói và ảnh hưởng tới điều kiện sức khỏe.

## Ứng dụng
Dầu diesel được sử dụng chủ yếu cho động cơ diesel (đường bộ, đường sắt, đường thủy) và một phần được sử dụng cho các tuabin khí trong công nghiệp phát điện, xây dựng…